# Anthurium promininerve
Anthurium promininerve är en kallaväxtart som beskrevs av Thomas Bernard Croat och M.M.Mora. Anthurium promininerve ingår i släktet Anthurium och familjen kallaväxter. Inga underarter finns listade.